# تاكايوكي ناكامارو
تاكايوكي ناكامارو (باليابانية: 中丸 貴之) (28 مايو 1977 في كاناغاوا في اليابان – )؛ هو لاعب كرة قدم سابق كان يلعب كلاعب وسط.